# Grodziska (województwo warmińsko-mazurskie)
Grodziska (niem.Grodzisken, 1908–1945 Burggarten) – osada w Polsce położona w województwie warmińsko-mazurskim, w powiecie szczycieńskim, w gminie Dźwierzuty. Według podziału administracyjnego Polski obowiązującego w latach 1975–1998 miejscowość należała do województwa olsztyńskiego.
Wieś szlachecka i dwór, pierwotnie jako część dóbr rańskich. Jako samodzielny majątek ziemski Grodziska wymieniane są od połowy XVII w. Na początku XX w. był tu młyn, tartak i cegielnia. Obecna nazwa została administracyjnie zatwierdzona 12 listopada 1946.
Z dawnego zespołu dworskiego zachował się obecnie jedynie fragment parku, część zabudowań folwarcznych i dwór z końca XIX w. 